# Xanthorhoe insolida
Xanthorhoe insolida là một loài bướm đêm trong họ Geometridae.